# ریچارد ام. کارپ
ریچارد کارپ (انگلیسی: Richard M. Karp؛ زادهٔ ۳ ژانویهٔ ۱۹۳۵) دانشمند علوم رایانه و نظریه‌پرداز محاسباتی آمریکایی در دانشگاه کالیفرنیا، برکلی است. او بیش از همه به دلیل تحقیقات خود در زمینه نظریه الگوریتم‌ها شناخته شده است که برای آن جایزه تورینگ در سال ۱۹۸۵، نشان بنجامین فرانکلین در رشته رایانه و علوم شناختی در سال ۲۰۰۴  و جایزه کیوتو در سال ۲۰۰۸ دریافت کرد.
کارپ به دلیل مشارکت‌های عمده در نظریه و کاربرد کامل بودن NP، ساخت الگوریتم‌های ترکیبی کارآمد و به کارگیری روش‌های احتمالی در علوم رایانه، به عضویت آکادمی ملی مهندسی (۱۹۹۲) انتخاب شد.  

## زندگی‌نامه
کارپ در بوستون، ماساچوست متولد شد، پدر و مادرش آبراهام و رز کارپ و سه خواهر و برادر کوچکترش به نام‌های رابرت، دیوید و کارولین است. خانواده او یهودی بودند و در یک آپارتمان کوچک، در محله‌ یهودی‌نشین دورچستر زندگی می‌کردند.
پدر و مادرش هر دو فارغ التحصیل هاروارد بودند (مادرش سرانجام در سن ۵۷ سالگی پس از گذراندن دوره‌های عصرانه مدرک هاروارد خود را گرفت)، در حالی که پدرش آرزو داشت بعد از هاروارد به دانشکده پزشکی برود، اما معلم ریاضیات شد چون توانایی پرداخت هزینه تحصیل در دانشکده پزشکی را نداشت. او در دانشگاه هاروارد تحصیل کرد و مدرک کارشناسی را در سال ۱۹۵۵، مدرک کارشناسی ارشد  را در سال ۱۹۶۵ و پی‌اچ‌دی در ریاضیات کاربردی را در سال ۱۹۵۹ در آنجا دریافت کرد.